# Fargo, North Dakota
Fargo är den största staden i den amerikanska delstaten North Dakota. Fargo har en yta som är 126,44 km² och en befolkning som uppgår till 105 549 invånare (2010). Staden är belägen längst öster ut i delstaten vid floden Red River, som är gränsflod mot Minnesota. På andra sidan floden ligger staden Moorhead, Minnesota som tillsammans med Fargo utgör storstadsområdet Fargo-Moorhead, där det bor ungefär 210 000 personer.  Befolkningen i Fargo härstammar i mycket stor utsträckning från tyska och norska invandrare.
Fargo är säte för North Dakota State University med omkring 14 000 studenter. Utanför staden finns världens högsta mast, KVLY-TV mast, som mäter 628 m.

## Historia

### Tidig historia
Området där Fargo idag ligger befolkades före nybyggarnas ankomst på 1800-talet av Dakota-siouxerna.
På platsen fanns en hållplats/ändstation för ångbåtarna som gick längs med floden Red River på 1870-talet och 1880-talet. Från början hette staden "Centralia", men bytte senare namn till Fargo, som en hyllning till Northern Pacific Railway-direktören och Wells Fargo-grundaren William Fargo. Fargo grundades 1871. Området började att växa och ta form när järnvägen ankommit till staden och blev sedan känt som "The gateway to the west".
En omfattande eld drabbade staden den 7 juni 1893 då en eld startade på baksidan av en livsmedelsbutik. Eldsvådan förstörde hundratals hem och företag. Fargo byggdes dock snabbt upp igen med nya byggnader i tegel, nya gator och ett nytt vattensystem.
"The North Dakota State Agricultural College" grundades 1890 och blev North Dakotas yrkesskola för jordbruk. 1960 bytte skolan namn till det idag mer kända North Dakota State University.

### 1900-talet
Under det tidiga 1900-talet hade staden en blomstrande bilindustri och blev hemort för Pence Automobile Company.
På Labor Day 1910 besökte president Theodore Roosevelt Fargo för att lägga den ceremoniella grundstenen till den nya collegebiblioteksbyggnaden. Inför 30 000 åskådare talade Roosevelt om sitt första besök i Fargo 27 år tidigare, och hänvisade till sina erfarenheter som nybyggare i North Dakota som avgörande erfarenheter på vägen till presidentskapet.
Fargo-Moorheads storstadsområde växte kraftigt efter andra världskriget, trots en mycket kraftig tromb (5 på Fujita-skalan) som drabbade staden 1957 och orsakade omfattande förstörelse i de norra stadsdelarna. Ted Fujita, namngivare till Fujitas skala, analyserade bilder av Fargotromben vilket bidrog till hans senare utveckling av teorin kring "väggmoln" och "svansmoln", det första systematiska försöket att grovt vetenskapligt beskriva tromber. I och med byggandet av motorvägarna Interstate 29 och Interstate 94 kom resor i regionen att avsevärt underlättas och stadsbebyggelsen kom att växa över stadsgränsen i västlig och sydlig riktning. År 1972 uppfördes West Acres Shopping Center, North Dakotas största galleria, nära korsningen mellan motorvägarna, och kom i sin tur att bli en tillväxtmotor för den regionala handeln.

### Sedan 1980-talet
Fargo expanderar fortfarande kontinuerligt, med nya bostadsområden främst i södra och sydvästra delen av staden på grund av den begränsade tillgången på ny tomtmark i norra delen av staden där flygplatsen och universitetet ligger. Av samma anledning har nya handelsområden främst uppförts i sydväst.
Fargos innerstad har gentrifierats under senare år, genom omfattande investeringar från kommunala och privata initiativ. De flesta äldre bostadsområden som Horace Mann har undgått förslumning eller har rustats upp genom riktade insatser för att stärka stadskärnan.
North Dakota State University har snabbt växt till ett stort forskningsuniversitet och är idag en viktig del av stadens identitet och ekonomi. De flesta studenterna bor utanför campus i stadsdelen Roosevelt som omger universitetscampuset. Universitetet har även etablerat sig i centrum med lokaler och studentbostäder. Universitetslaget NDSU Bison Football har utvecklat en stark lokal supporterkultur.
Sedan slutet på 1990-talet har Fargo-Moorheads storstadsområde hela tiden haft bland de lägsta arbetslöshetssiffrorna bland USA:s storstäder. Tillsammans med Fargos låga brottslighet och relativt låga huspriser har Fargo av tidskriften Money utsetts till en av USA:s bästa städer att bo i ("most livable") under många år i slutet av 1990-talet och början av 2000-talet.

## Vänorter
Fargo har en vänort:
| Norge | Hamar, Norge |
|       |              |

## Kända personer från Fargo
- Jonny Lang, sångare och gitarrist
- Brian Lee, ishockeyspelare
- Collin Peterson, politiker
- David Schindler, limnolog och ekolog
- Bobby Vee, sångare och musiker